# جمکران
جَمکَران، یکی از مناطق شهر قم است که درگذشته روستایی از توابع بخش مرکزی شهرستان قم در استان قم ایران بود. مسجد جمکران در این منطقه واقع شده است.

## جمعیت
این ناحیه در جنوب شهر قم قرار دارد و براساس سرشماری مرکز آمار ایران در سال ۱۳۸۵، جمعیت آن ۸۳۶۸ نفر (۱۷۴۷خانوار) بوده‌است.

## پیرامون واژه
در فارسی پهلوی «کران» به معنای کنار، پایان و ساحل دریا آمده است. «جم» نیز به جمشید شاهنشاه اسطوره‌ای ایران اشاره دارد. بر این اساس می‌توان جمکران را به معنای انتهای سرزمین جمشید در نظر گرفت. همچنین در کتاب تاریخ قم که در سال ۳۷۸ قمری نوشته شده، در این رابطه آمده است: «اول دیه که بدین ناحیت بنا نهادند، جمکران است که جم ملک آن را بنا نهاد».
با توجه به شواهد و وجود مکان‌های تاریخی در اطراف و داخل خود جمکران تاریخ این مکان به سال‌های قبل از ظهور اسلام بر می‌گردد و مکان‌های تاریخی جمکران می‌توان به کوه و قلعهٔ غز قال سی (غز قلعه سی) قلعه گبری که در داخل جمکران واقع شده و تپه‌های باستانی قلی درویش اشاره کرد.